# The European Law Students' Association
 (janvier 2017).
- Si vous ne connaissez pas le sujet, laissez ce bandeau (vous pouvez alors contacter les auteurs).
- Si vous supprimez le contenu mis en cause (vous pouvez préalablement contacter les auteurs),

argumentez précisément cette suppression dans la page de discussion
(un manque de référence n'est pas un argument ; une recherche réelle de référence doit avoir été effectuée, être formellement documentée).
The European Law Students' Association (en abrégé ELSA et signifiant en français l’Association européenne des étudiants en droit) est une association internationale sans but lucratif, indépendante et apolitique gérée par et pour les étudiants en droit. Sont membres de l'association des étudiants en droit et de jeunes diplômés qui ont un intérêt particulier pour le droit et les questions internationales.
ELSA fut fondée le 4 mai 1981 par des étudiants en droit d'Autriche, de Hongrie, de Pologne et d'Allemagne de l'Ouest.
ELSA est aujourd'hui la plus importante organisation mondiale d'étudiants en droit regroupant environ 60.000 étudiants et jeunes juristes. Elle est représentée dans plus de 400 facultés de droit réparties dans 41 pays européens et a son siège à Bruxelles.

## Histoire
Cinq étudiants en droit venant d'Autriche, de Hongrie, de Pologne et d'Allemagne de l'Ouest ont fondé ELSA le 4 mai 1981. Aujourd'hui, ELSA est la plus grande association indépendante d'étudiants en droit au monde et est représentée dans près de 400 facultés de droit dans 43 pays d'Europe avec 60 000 étudiants et jeunes juristes.
Les activités d'ELSA comprennent une grande variété d'événements académiques et professionnels qui sont organisés pour répondre à la vision d'ELSA afin de donner à ses membres la possibilité d'améliorer leurs compétences et d'interagir les uns avec les autres.

## Identité
Créée en 1981, l'Association européenne des étudiants en droit - ELSA est aujourd'hui la plus grande association d'étudiants en droit indépendante, non politique, à but non lucratif au monde et compte 60 000 membres.
Les membres d'ELSA sont censés être ouverts à l'esprit, orientés vers l'étranger, multilingues et peuvent acquérir une compréhension culturelle plus large que les autres étudiants en droit. Le but de l'association est de donner des opportunités directes avec des systèmes juridiques étrangers.
Les 432 groupes locaux d'ELSA, les 43 groupes nationaux ainsi que le bureau international sont entièrement gérés et administrés par les membres d'ELSA. À l'instar d'une petite franchise, chaque groupe crée son propre plan d'action en fonction des objectifs généraux de l'association. Chaque groupe recrute, forme ses cadres bénévoles et promeut les programmes d'ELSA auprès des universités et des milieux professionnels. En parallèle avec le cursus d'études universitaires, ELSA prépare ses membres à leur entrée dans la vie professionnelle, surtout ceux qui s'apprêtent à travailler dans un environnement international.
La vision de l'association est :  « A just world in which there is respect for human dignity and cultural diversity » (Un monde juste dans lequel la dignité humaine et la diversité culturelle seront respectées).
Au cours des années 1990, l'organisation a développé des activités importantes dans le domaine des droits de l'homme et de la justice internationale, contribuant ainsi au développement progressif du droit international et de la protection de la dignité humaine. Des projets tels que l'École de droit sur la paix en Bosnie-Herzégovine (Université de Sarajevo, 1995), l'École d'Arusha sur le droit pénal international, le droit international humanitaire et les droits de l'homme (Tribunal pénal international des Nations unies pour le Rwanda, Tanzanie, 1995, 1996 et 1998) et l’École de droit de Salzbourg sur le droit pénal international (Université de Salzbourg, 1999) atteste de l'impact que ELSA possède dans la promotion de l'état de droit dans l'ordre juridique international. Lors de la Conférence diplomatique des plénipotentiaires des Nations unies dite Conférence de Rome, pour la création d'une Cour pénale internationale des Nations unies (FAO, Rome, 1998), ELSA a participé à cette conférence avec la plus grande délégation (plus de 80 étudiants en droit et jeunes juristes) toutes organisation internationales confondues.

## Relations institutionnelles
L'association par ses activités et son engagement dans la communauté internationale obtenu un statut spécial auprès de diverses institutions internationales. ELSA a obtenu un statut consultatif auprès de diverses agences spécialisées de l'Organisation des Nations unies : en 1997 ELSA a obtenu un statut consultatif auprès de l'ECOSOC (Conseil économique et social des Nations unies) et auprès de l'UNCITRAL (Commission des Nations unies pour le droit commercial international), en 1994 l'UNESCO (Agence spécialisée des Nations unies pour l'éducation, la science et la culture) accorda à ELSA le statut consultatif de catégorie C.
Par la suite, en 2000, ELSA obtint un statut consultatif (aujourd'hui appelé Statut de Participation) auprès du Conseil de l'Europe.
De plus, ELSA dispose d'un accord de coopération avec l'UNHCR (l'Agence des Nations unies pour les réfugiés). En octobre 2005 ELSA obtint le statut d'observateur auprès du WIPO (Organisation Mondiale de la Propriété Intellectuelle).

## Réseau
ELSA a actuellement des membres et des observateurs dans de nombreux pays européens et dans des pays voisins. De plus, ELSA coopère avec d'autres organisations estudiantines à travers le monde telles qu'ILSA au niveau international, ALSA au Japon, en Australie, et en Afrique du Sud et AEJCI en Côte d'Ivoire.

## Activités
ELSA a trois programmes d'activités :
S&C - Seminars & Conferences (Séminaires et conférences)
- Exposés (lectures)
- Groupes de discussion (Panel Discussions)
- Séminaires et conférences (locales, nationales et internationales)
- Délégations dans les organisations internationales
- Universités d'été sur les thèmes du Droit (Law summer schools)
- Visites Culturelles (Study visits)
- Visites Institutionnelles (Institutional visits)

AA - Academic Activities (Activités Académiques)
- Les Métiers du Droit "Lawyers at Work" (L@W)
- Groupes de recherche juridique
- Concours, dissertations
- Rule of Law Education Programme (ROLE)
- Campagne annuel de droits de l'Homme (AHRC)
- ELSA4Schools

C - Competitions
- Concours de plaidoirie et d'éloquence
- John H Jackson Moot Court Competition en collaboration avec l'Organisation Mondiale du Commerce (OMC)[2]
- Helga Pedersen Moot Court Competition en collaboration avec la Cour Européenne des Droits de l'Homme (CEDH)[3]

PD - Professional Development (Développement professionnel)
- Pilier d’ELSA, le ELSA Traineeships[4] (anciennement STEP) offre la possibilité, deux fois par an, aux étudiants en droit, de partir en stage à l’étranger pour une durée de deux semaines à deux ans dans des institutions variées (cabinets d’avocats, tribunaux, universités, cabinets de conseil…). ELSA se charge d'aider l'étudiant à trouver un logement ainsi que pour d'autres démarches administratives. Une fois sur place, l'étudiant est également impliqué dans la vie locale grâce au groupe local ELSA de proximité.

## Parrains
- Thorbjørn Jagland, Secrétaire Général du Conseil de l'Europe

## Partenaires
ELSA détient plusieurs partenariats parmi lesquels AIJA, Conseil de l'Europe, IE Law School, London School of English, l'Organisation mondiale du commerce, Queen Mary School of Law.

## Publications
Le Synergy est une publication bisannuelle imprimée en 10 000 exemplaires et distribuée dans tout le réseau. Ce magazine contient des articles rédigés par des membres, des universitaires et des institutions. Le magazine a été publié pour la première fois en 1987.